# Metro (limbaj de design)
Metro (denumirea oficială: limbajul de design Microsoft) este numele obișnuit și fostul nume de cod al unui limbaj de design de inspirație tipografică creat de Microsoft, destinat inițial utilizării pe Windows Phone.
Un principiu esențial al limbajului Metro este aducerea în prim-plan a conținutului aplicațiilor, accentul punându-se mai mult pe tipografie și mai puțin pe grafică.
Primele manifestări ale principiilor Metro se regăsesc în Microsoft Encarta 95 și MSN 2.0, ele fiind apoi încorporate în Windows Media Center și Zune. Mai târziu, principiile Metro au fost incluse în Windows Phone, pe Microsoft.com, în versiunea actualizată a tabloului de bord al Xbox 360, în Windows Server 2012 și în Windows 8.

## Istoric
„Metro” are la bază principiile de design ale stilului tipografic internațional.
Stilul se întrevedea deja în Windows Media Center pentru Windows XP Media Center Edition, unde textul era preferat ca formă principală de navigare.
Interfața aceasta a fost păstrată în versiunile ulterioare ale Media Center.
În 2006, Zune și-a înnoit interfața pe baza acestor principii.
Designerii de la Microsoft au decis să schimbe radical interfața, acordând mai multă importanță aspectului curat al tipografiei decât elementelor grafice. Aceste principii și noua interfață Zune au fost preluate apoi în Windows Phone (iar de acolo, în mare parte, în Windows 8).
Clientul desktop Zune a fost și el remodelat prin prisma tipografiei și a designului cu aspect neîncărcat, diferit de interfața anterioară a Zune, care era bazată pe Portable Media Center.
În etapa primelor studii pentru Windows Phone s-au introdus în limbajul de design așa-numitele „dale dinamice” (live tiles), plate și colorate.
Microsoft începuse deja să integreze aceste elemente în alte produse, observându-se o influență directă în versiunile mai noi ale Windows Live Messenger, Live Mesh și Windows 8.

## Principii

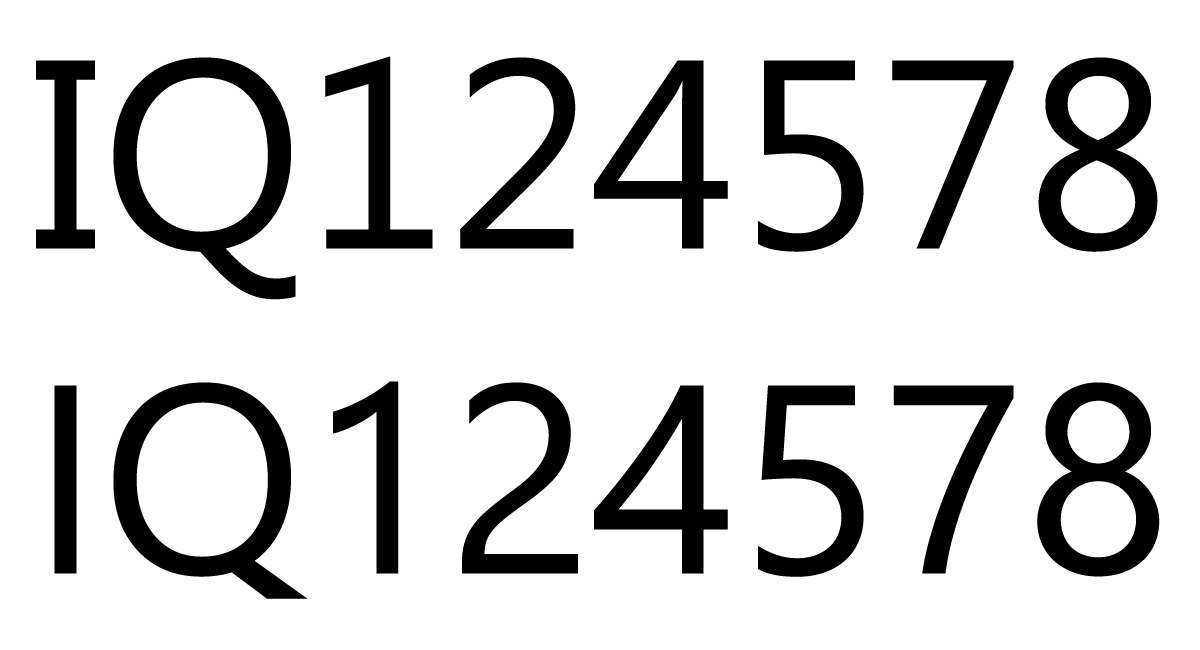
Fontul de interfață Segoe în Windows 7 (sus) și Windows 8 (jos)

Echipa de design de la Microsoft menționează ca sursă de inspirație a acestui limbaj de design semnele întâlnite de obicei la sistemele de transport în comun; de exemplu, cele din sistemul de tranzit King County Metro, care deservește zona metropolitană Seattle, unde își are sediul Microsoft.
Limbajul de design pune accent pe calitatea tipografică și folosește text mare, care atrage privirea.
Potrivit Microsoft, este un limbaj „elegant, rapid și modern”, distanțându-se de interfețele bazate pe pictograme ale sistemelor de operare Windows, Android și iOS. Fonturile folosite au la bază familia de fonturi Segoe, creată de Steve Matteson la Agfa Monotype, pentru care Microsoft deține o licență.
Pentru Zune, Microsoft a creat o versiune proprie, denumită Zegoe UI, iar pentru Windows Phone, Microsoft a creat familia de fonturi „Segoe WP”.
În cea mai mare parte, fonturile diferă doar prin mici detalii.
Diferențele dintre Segoe UI și Segoe WP se văd mai bine la caracterele numerice.
Segoe UI din Windows 8 prezintă diferețe evidente - ca și Segoe WP.
Printre caracterele cu diferențe tipografice considerabile se numără 1, 2, 4, 5, 7, 8, I și Q.
Microsoft a conceput acest limbaj de design anume pentru a grupa activitățile comune, accelerându-le astfel execuția.
Acest obiectiv a fost atins prin eliminarea elementelor grafice de prisos, conținutul propriu-zis având rolul de interfață principală.
În interfețele astfel create se preferă huburile mai mari în locul butoanelor mai mici, folosindu-se adesea pânze cu defilare laterală.
De obicei, titlurile de pagină sunt mari, beneficiind astfel și ele de pe urma defilării laterale.
Se folosește mult animația.
Microsoft recomandă confirmarea consecventă a tranzițiilor și a interacțiunilor cu utilizatorul (cum ar fi apăsarea sau mișcarea de tragere cu degetul) printr-o anumită formă de mișcare sau animație naturală.
Scopul este de a-i da utilizatorului impresia unei interfețe „vii” și prompte, cu „un simț sporit al profunzimii”.
Microsoft a compilat o listă de principii considerate ca fiind centrale acestui limbaj de design.

## Reacții

### Înainte de Windows 8
Primele reacții față de interfața Metro au fost, în general, pozitive.
Într-o recenzie despre Zune HD, Engadget afirma că „Microsoft continuă și aici să promoveze tipografia cu litere foarte mari, realizând un layout sofisticat și ordonat, care este aproape tot atât de practic pe cât este de atractiv”. CNET a lăudat limbajul de design, afirmând că „este puțin mai îndrăzneț și mai informal decât grilele de pictograme rigide și sterile și meniurile de tip Rolodex de pe iPhone și iPod Touch”.
Windows Phone, care folosește această interfață, a primit din partea Societății Americane a Designerilor Industriali (Industrial Designers Society of America - IDEA) trofeul de aur „People's Choice Design” („designul preferat al publicului”), precum și trofeul „Best in Show” („cel mai bun din concurs”). Isabel Ancona, consultant IDEA în domeniul experienței utilizatorilor, a explicat pentru ce a câștigat Windows Phone acest trofeu:
„Inovația constă în fluiditatea experienței și concentrarea asupra informației, fără a folosi ferestrele și cadrele convenționale întâlnite în interfețele tradiționale.
Informațiile în sine devin elemente vizuale și comenzi.
Utilizatorul pătrunde în profunzimea conținutului prin gesturi simple și efecte de tranziție.
Este o experiență cu adevărat elegantă și originală.”

### După Windows 8
Odată cu lansarea sistemului de operare Windows 8, interfața acestuia și limbajul de design Metro au generat reacții împărțite.
În 25 august 2012, Peter Bright de la Ars Technica a scris o recenzie despre versiunea de examinare a Windows 8, prima parte a recenziei fiind dedicată comparației dintre ecranul de Start din Windows 8 (bazat pe limbajul de design Metro) și versiunea anterioară a acestuia în Windows 7 și mai demult.
Făcând bilanțul pro și contra, Peter Bright a conchis că ecranul de Start, deși nu lipsit de probleme, este un câștigător de necontestat.
Totodată însă, el a concluzionat că interfața sistemului Windows 8 provoacă frustrare și că diferitele aspecte ale interfeței nu se îmbină cum ar trebui.
Unii autori de recenzii sunt de părere că Microsoft a renunțat la Aero din dorința de a reduce solicitarea unității de procesare grafică (GPU) și de a prelungi autonomia bateriei, pentru a se putea orienta spre piața tabletelor, mai degrabă decât spre categoria sa tradițională de utilizatori de desktop. Pe lângă înlăturarea meniului Start, Windows 8 adoptă o abordare mai pronunțat modală, folosind aplicații afișate pe tot ecranul, care se îndepărtează de interfața de desktop bazată pe pictograme.
Totodată însă, Microsoft a arătat prin această abordare că nu se mai concentrează asupra multitaskingului și asupra productivității.

## Probleme legate de denumire
În august 2012 au început să circule zvonuri cum că unul dintre partenerii retail ai Microsoft, compania germană Metro AG, amenința că va da în judecată compania de software pentru nerespectarea regimului mărcii comerciale „Metro”. A fost trimisă o circulară către angajații Microsoft și programatori, în care li se solicita acestora să nu mai folosească termenul „Metro” până la stabilirea unei denumiri noi sau la rezolvarea litigiului pe cale amiabilă. În 4 august 2012, PC World scria că Microsoft folosește denumirea temporară de interfață în stil Windows 8, până la găsirea uneia mai potrivite. Alexandra Chang de la Wired era de părere că Microsoft ar trebui să renunțe la a mai folosi o denumire separată și să folosească drept descriptor termenul „Windows 8”. În 9 august 2012 s-a anunțat că Microsoft intenționa să folosească termenul „Windows 8” pentru a înlocui numele Metro în materialele de marketing destinate consumatorilor. Termenul de „interfață modernă” („Modern UI”) pare să fie adresat programatorilor care intenționează să realizeze software pe baza noilor principii de design ale Microsoft.
Începând din septembrie 2012 se folosește termenul „limbaj de design Microsoft", întâlnit atât în documentația din Microsoft Developers' Network (MSDN), cât și la conferința Build 2012.
Tot legat de această schimbare de nume, Microsoft a înlocuit expresia „aplicații în stil Metro” („Metro-style apps”) cu „aplicații Windows Store” („Windows Store apps”) ca denumire pentru programele realizate pe platforma Windows Runtime care aplică principiile acestui limbaj de design; Microsoft a folosit temporar termenul de „aplicații moderne” („Modern apps”) înainte de a începe să folosească denumirile de „aplicații Windows Store” și „aplicații Windows 8”.